# Grab"A"
Grab"A"（グラバ）は、2021年まで活動していた日本のパフォーマンスユニットである。スーパーエキセントリックシアター（SET）所属7名（結成時）による2.5枚目育成型男性エンターテインメントユニット。

## 来歴
劇団SETの旗印であるミュージカル・アクション・コメディーを追求し、互いに高めあっていくことを目的に2018年に結成された。
2018年7月29日のお披露目は、舞浜アンフィシアターで行われたSETの先輩である豊永利行ライブツアー「With my LIFE」内で行われ、またバックダンサーも務めた。
2018年9月15日Grab”A”単独のファーストライブにてデビュー。
デビューよりメンバーの衣装はジャージのみだったが、サードライブにて新たな衣装が制服となる。
育成型ユニットとして、謎のプロデューサーO-samaのミッションをクリアするたびに、オリジナル曲や衣装その他が与えられていく方式になっている。
2020年3月31日に鈴木が脱退、5月31日に笠原と佐藤が脱退、9月13日にハンナが脱退。最終的に3人体制で活動を続けていたが、2021年12月31日に東が俳優業を引退したことにともない、本グループも解散となった。

## ユニット名とロゴの由来
ユニット名であるGrabは英語で「掴む」「掴み取る」という意味があり、Aにはエース(1番)という意味以外にも、Action、Actor、Act、Acrobat、Allなど、様々な意味が込められている。その中でもAllは、全部。全部とは世界。Grab"A"のロゴは、世界を掴むという意味を持っている。

## 結成時のメンバー
| 名前                                 | カラー | キャッチコピー         | 生年月日               | 備考                       |
| ------------------------------------ | ------ | ---------------------- | ---------------------- | -------------------------- |
| 鈴木雅也 （すずき まさや）           | 赤     | みんなの兄貴的存在     | 1994年8月19日（30歳）  | リーダー 2020年3月31日脱退 |
| 東将司 （あずま まさし）             | 青     | 頼れるダンスリーダー   | 1994年10月9日（30歳）  | 2021年12月31日引退         |
| 笠原彰人 （かさはら あきと）         | 黄     | 知性と天然の狭間       | 1994年5月8日（30歳）   | 2020年5月31日脱退          |
| 佐藤圭輔 （さとう けいすけ）         | 緑     | みんなの弟的存在       | 1996年10月8日（28歳）  | 2020年5月31日脱退          |
| 松川大祐 （まつかわ だいすけ）       | 橙     | わんぱく小僧！！       | 1997年11月4日（27歳）  |                            |
| 森川大輝 （もりかわ だいき）         | 白     | 素朴なプリンス         | 1997年10月16日（27歳） |                            |
| アブラヒム・ハンナ （Ibrahim Hanna） | 紫     | サムライ魂を持つ男！？ | 1998年3月12日（27歳）  | 2020年9月13日脱退          |

- 【3年生】鈴木雅也、東将司  ・・・メンバーの中では、年上で先輩に当たる。年長組。2人はSETスクールの同期であり、メンバー内で一番付き合いが長い。
- 【2年生】笠原彰人、佐藤圭輔 ・・・真ん中組。メンバーの中で真ん中。SETスクールの同期同士。背が一番小さい2人のため、最年少に見られがち。
- 【1年生】松川大祐、森川大輝、アブラヒム・ハンナ ・・・下3人組。アクロバット担当が多い。場を盛り上げたり笑いを取るのが上手な3人。

## 用語
- グラバメイト …Grab"A"（グラバ）ファンの呼称。  ファーストライブで初めて紹介さた言葉。  公式アナウンスのファンへの呼びかけも「グラバメイト」という言葉が使われている。

## オリジナル曲
ファーストシングル収録曲
- Grab A Dream（グラバドリーム）作詞：O-sama　作曲：柳田しゆ
- Piece（ピース）作詞：山本タク　作曲：柳田しゆ

セカンドシングル収録曲
- Never Ending Love Song 作詞：笠原彰人　作曲：柳田しゆ
- NO LAUGH NO LIFE  作詞：笠原彰人　作曲：奥村愛子

フォースライブで披露された新曲
- 私の王子様？  作詞：佐藤圭輔　作曲：小泉悠祐

Grab“A” 2nd Anniversary Liveで披露された新曲
- Love For Ever And Ever  作詞：アブラヒム・ハンナ
- Oh!!!  作詞：東将司

## 出演

### テレビ
- 猫のひたいほどワイド テレビ神奈川 2019年1月17日放送 Grab”A”ゲスト出演（東将司、佐藤圭輔、アブラヒム・ハンナ）
- FIZZY POPのスクランバブル 東京MX 2019年6月27日放送 Grab”A”出演
- FIZZY POPのスクランバブル 東京MX 2019年7月31日放送 Grab”A”出演

### 舞台
- アドリブ心理劇・レジスタンスイレブン～ハロウィンを守り抜け～  コフレリオ新宿シアター
  - 2018年10月10日 ライブパート 出演[11]
- アドリブ心理劇・レジスタンスイレブン～クリスマスを守り抜け～  コフレリオ新宿シアター
  - 2018年12月12日 ライブパート 出演[12] （鈴木雅也、佐藤圭輔の出演なし）

### ライブ
- 豊永利行ライブツアー「With my LIFE」 Grab"A"お披露目・バックダンサー
  - 2018年7月29日　舞浜アンフィシアター
- Grab"A"（グラバ） First Live  デビューライブ～掴めないものはない！！～Grab A Dream[13]
  - 2018年9月15日　新宿角座
- Good Looking On Fes.～Welcome to culture festival～　Grab"A"出演[14]
  - 2018年11月3日　O-EAST（渋谷）
- Tac Fes vol.1～Birthday Party～ 出演　男性ボーカルユニットTacTとコラボ
  - 2018年11月24日第1部・第2部　柏Ｔｈｕｍｂ　Ｕｐ（千葉県）[15]（笠原彰人の出演なし）
- Grab"A"（グラバ） Second Live 届かない想いはない！！～ちょっと不思議なクリスマスの贈り物～ 
  - 2018年12月8日　新宿角座
- Grab“A” 2019 First Laugh Live～グラバ、コントやるってよ～
  - 2019年1月23日　ハーバーズ・ダイニング（tvk 1F）
- Good Looking On Fes.～Welcome to Spring party～　Grab"A"出演[16]（鈴木雅也、佐藤圭輔の出演なし）
  - 2019年3月20日 新宿BLAZE
- Grab"A"（グラバ） ThirdLive 叶わないものはない！！
  - 2019年4月27日　新宿角座（松川大祐の出演なし）
- TOKYO MX FIZZY POPのスクランバブル 収録ライブVOL.5 出演
  - 2019年5月20日  TSUTAYA O-nest
- FRESH FLASH 2出演
  - 2019年6月16日  Yokohama O-SITE（東将司、笠原彰人の出演なし）
- 柏04 3rd Anniversary 出演
  - 2019年7月28日  柏04
- Grab"A"（グラバ） FIRST ANNIVERSARY LIVE 1UP 〜君のために〜
  - 2019年9月14日　新宿角座
- 林試の森フェスタ 出演[17]
  - 2019年10月6日 林試の森公園（笠原彰人の出演なし）
- Hi Flying company×柏Thumbup Presents　”Today the future begins”
  - 2019年10月26日 柏Ｔｈｕｍｂ　Ｕｐ（森川大輝、アブラヒム・ハンナの出演なし）
- BagoooN!!
  - 2019年11月7日 六本木モーフ（東将司、森川大輝、アブラヒム・ハンナの出演なし）
- よか音フェス
  - 2019年11月10日 柏Ｔｈｕｍｂ　Ｕｐ（東将司、森川大輝、アブラヒム・ハンナの出演なし）
- Hawaiians Monthly Super Live[18]
  - 2019年12月1日 スパリゾートハワイアンズ ウォーターパーク・ビーチシアター
- Xmas Music Festival
  - 2019年12月15日 代官山SPACEODD(松川大祐の出演なし)
- Grab“A” 2020 Laugh Live～グラバ、またコントやるってよ～
  - 2020年1月11日　ハーバーズ・ダイニング（tvk 1F）

### 配信
- Grab“A” 2nd Anniversary Live（2020年9月13日、ツイキャス）
- GO to FES !! Vol.1　2部（2020年12月30日、OPENREC.tv）

### イベント
- Sports Festival2019
  - 2019年10月14日 浅草ROX・3Gスーパーマルチコート（森川大輝、アブラヒム・ハンナの出演なし）